# Opalanie
Opalanie – metoda sterylizacji igieł, oczek bakteriologicznych oraz sprzętu odpornego na wysoką temperaturę. Zaliczana jest do sterylizacji metodami fizycznymi w suchym gorącym powietrzu. Do opalania używany jest palnik Bunsena.